# Rafael Menjívar Ochoa
Rafael Menjívar Ochoa, né le 17 août 1959 à San Salvador, et mort le 27 avril 2011, est un écrivain salvadorien.

## Biographie
Son père, l'économiste Rafael Menjívar Larín, est recteur de l'université du Salvador. Brièvement emprisonné pendant l'occupation militaire de 1972, il fuit le Salvador avec sa famille en 1973 pour se réfugier au Nicaragua, puis au Costa Rica. 
En 1976, la famille s'installe à Mexico et y demeure pendant 23 ans. Rafael Menjívar Ochoa vit donc en exil pendant la guerre civile du Salvador et travaille pour l’agence de presse de la guérilla. Il exerce également des fonctions de journaliste au Mexique, puis commence à publier des romans à partir du milieu des années 1980. Il signe également des traductions. En 1990, il est lauréat du prix Ramón del Valle Inclán. Il rentre à San Salvador en 1999, où il crée la Maison de l’écrivain. 
Traduit et étudié aux États-Unis, auteur d’une vingtaine d’ouvrages, il est considéré comme l’un des grands écrivains de l’Amérique centrale. 
Son découvreur et traducteur français est Thierry Davo.
Il meurt à l'hôpital des suites d'un cancer, en avril 2011.

## Ouvrages traduits en français
- (es) Historia del traidor de nunca jamás, 1984
  - L’Histoire du traître de jamais plus, traduction de Thierry Davo, éditions Cénomane, 1988
- (es) Los años marchitos, 1990
  - De certaines façons de mourir… I. Les Années flétries, traduction de Thierry Davo, éditions Cénomane, 2013
  - Ma voix est un mensonge, traduction de Thierry Davo, Quidam éditeur, 2018
- (es) Terceras personas, 1996
  - Tierces Personnes, traduction de Thierry Davo, éditions Cénomane, 2005
- (es) Los héroes tienen sueño, 1998
  - De certaines façons de mourir… II. Les héros tombent de sommeil, traduction de Thierry Davo, éditions Cénomane, 2014
- (es) De vez en cuando la muerte, 2002
  - De certaines façons de mourir… III. La Mort de temps en temps , traduction de Thierry Davo, éditions Cénomane, 2014
- (es) Trece, 2003
  - Treize, traduction de Thierry Davo, éditions Cénomane, 2006
- (es) Instrucciones para vivir sin piel
  - Instructions pour vivre sans peau, traduction de Thierry Davo, éditions Cénomane, 2004
- (es) Breve recuento de todas las cosas
  - Bref inventaire de toutes les choses, traduction de Thierry Davo, éditions Cénomane, 2007
- (es) Un mundo en el que el cielo cae y cae
  - Un monde où le ciel ne cesse de tomber, traduction de Thierry Davo, éditions Cénomane, 2008
- (es) Al director no le gustan los cadaveres
  - Le directeur n'aime pas les cadavres, traduction de Thiérry Davo, Quidam éditeur, 2017